# Harald Habermann
Harald Habermann (* 10. Mai 1951 in Gilserberg) ist ein deutscher Politiker (SPD) und ehemaliger Abgeordneter des Hessischen Landtags.

## Ausbildung und Beruf
Harald Habermann besuchte von 1957 bis 1961 die Humboldtschule und von 1961 bis 1969 die Albert-Schweitzer-Schule in Offenbach am Main. Nach dem Abitur studierte er von 1969 bis 1974 Volkswirtschaftslehre und Wirtschaftspädagogik an der Johann-Wolfgang-Goethe-Universität in Frankfurt am Main. Im Herbst 1974 legte er das Diplom als Volkswirt, im Herbst 1975 das Diplom als Handelslehrer ab. Nach dem Referendariat an der Kreisberufsschule Groß-Gerau und an der Theodor-Heuss-Schule in Offenbach legte er Frühjahr 1976 sein zweites Staatsexamen ab und arbeitete ab Sommer 1976 als Lehrer an beruflichen Schulen, zunächst in Offenbach, von 1977 bis 1979 an der Ludwig-Geißler-Schule in Hanau, ab 1979 an der Max-Eyth-Schule in Dreieich-Sprendlingen. Harald Habermann ist seit 1981 Mitglied im Aufsichtsrat der Gemeinnützigen Baugesellschaft mbH Offenbach.
Harald Habermann war Mitglied des Personalrats des Studienseminars für das Lehramt an beruflichen Schulen Darmstadt II. Seit 1979 ist er Mitglied der Gewerkschaft Erziehung und Wissenschaft (GEW). Harald Habermann ist mit der SPD-Politikerin Heike Habermann verheiratet und hat ein Kind.

## Politik
Harald Habermann ist seit 1975 Mitglied der SPD. Seit 1976 war er Mitglied im Vorstand des SPD-Unterbezirks Offenbach-Stadt und dort seit 1983 stellvertretender Vorsitzender. 1977 bis 1981 war er Vorsitzender der Offenbacher Jungsozialisten.
Seit 1981 war er Mitglied der Stadtverordnetenversammlung Offenbach. Seit dem 18. Dezember 1984 war er als Nachrücker des verstorbenen Horst Engel Mitglied des Hessischen Landtags. Er hatte als Engels Zweitkandidat im Wahlkreis Offenbach-Stadt kandidiert. Mit dem Ende der Wahlperiode am 17. Februar 1987 endete das Mandat, da er dem CDU-Kandidaten Hermann Schoppe unterlag und sein Landeslistenplatz nicht zog.